# Not Another Teen Movie
Not Another Teen Movie (No es otra estúpida película americana en España y No es otra tonta película americana en Hispanoamérica) es una película estadounidense de comedia adolescente. Fue estrenada el 14 de diciembre de 2001 y es producida por Columbia Pictures.
Se trata de una parodia de las películas de adolescentes y de otras representaciones cinéfilas de la pubertad que se han rodado en Hollywood durante las últimas décadas. Mientras que la trama principal se basa en la película de 1999 She’s All That, la película también engloba otros títulos, realizando alusiones (y parodias) a otras muchas películas. En su momento, fue atacada por los críticos, recibiendo solamente 28% de frescura en Rotten Tomatoes.
La película utiliza el mismo tono pícaro y morboso que también está presente en otras películas del género como: Scary Movie, Date Movie y Epic Movie.

## Películas parodiadas
Entre muchas otras, estas son algunas de las películas parodiadas:
- She's All That
- Sixteen Candles
- Some Kind of Wonderful
- Varsity Blues
- La chica de rosa
- 10 Things I Hate About You
- Heathers
- Jawbreaker
- Cruel Intentions
- American Pie
- American Beauty
- Can't Hardly Wait
- The Breakfast Club
- Karate Kid
- Cool Runnings
- The Faculty
- Never Been Kissed
- Risky Business
- Grease
- The A-Team
- Bring It On
- Almost Famous
- Vision Quest

## Elenco

### Personajes principales y sus inspiraciones originales
Esta película se caracterizó por ser una burla de las historias de adolescentes que rondaban la época. Como sátira, hizo una burla de los estereotipos que por lo general se encuentran en la cinematografía (y otros medios) adolescente juvenil. El más importante estereotipo y en el que se basan los otros esquemas es la creencia que se tiene de que las escuelas norteamericanas son muy clasistas. Incluso se ha llegado a hablar de sistemas de casta, donde puedes ser expulsado de tu casta original si te encuentran con alguien de casta inferior. Esto claro son suposiciones y a ese tipo de estereotipos es que están dirigidas las burlas de la cinta, como se puede denotar en los primeros minutos del largometraje.
- Chris Evans es Jake Wyler

(El chico popular)
El personaje está basado en Zach Siler, personaje que interpretó Freddie Prinze Jr.
en She's All That, aunque también pueden verse referencias a Jake Ryan en Sixteen Candles, también a Jonathan 'Mox' Moxon el personaje de James Van Der Beek en Varsity Blues y Andrew McCarthy en La chica de rosa.
- Chyler Leigh es Janey Briggs

(La chica fea bonita)
El personaje es una parodia de Laney Boggs, interpretado por Rachael Leigh Cook en She's All That, del personaje de Andie Walsh en La chica de rosa y el personaje de Julia Stiles en 10 Things I Hate About You.
- Jaime Pressly es Priscilla

(La chica popular y jefa de las animadoras)
Basado en el personaje de Taylor Vaughn interpretado por Jodi Lyn O'Keefe en She's All That; también hace referencia a Big Red, interpretada por Lindsay Sloane en Bring It On; a Heather Chandler interpretado por Kim Walker en Heathers; y al personaje interpretado por Rose McGowan en Jawbreaker.
- Eric Christian Olsen es Austin

(El rubio odioso) 
Es una parodia del personaje Dean Sampson interpretado por Paul Walker en She's All That, el personaje de Aaron Dozier en Better Off Dead, James Spader en La chica de rosa, y otro personaje interpretado por el ya mencionado Paul Walker, Lance Harbor de Varsity Blues.
- Eric Jungmann es Ricky Lipman

(El mejor amigo de la protagonista que realmente está enamorado de ella)
Es una parodia del personaje interpretado por Jon Cryer en La chica de rosa.
- Mia Kirshner es Catherine Wyler

(La chica más cruel del instituto y la bruta villana)
Está basado en el personaje que interpretó Sarah Michelle Gellar en Cruel Intentions (Kathryn Merteuil), aunque también está basado en el personaje de Mackenzie Siler (Anna Paquin) de la película She's All That.

### Otros personajes y estereotipos
- Deon Richmond es Malik Token (El típico chico negro)

Hace referencia al personaje de Preston interpretado por Dule Hill en She's All That.
- Cerina Vincent es Areola (La chica extranjera que siempre está completamente desnuda)

Es una adaptación de la estudiante de intercambio Nadia, interpretada por Shannon Elizabeth en American Pie. Su nombre es también la palabra para el anillo alrededor del pezón.
- Riley Smith es Les (El lindo chico raro)

Es una parodia del personaje interpretado por Wes Bentley en la aclamada American Beauty.
- Lacey Chabert es Amanda Becker (La chica soñada)

Es una parodia del personaje de Amanda Beckett interpretada por Jennifer Love Hewitt en Can't Hardly Wait.
- Sam Huntington es Ox (El chico sensible)

Es una parodia del personaje interpretado por Chris Klein, Chris “Oz” Ostreicher, en American Pie y el personaje de Emilio Estévez, Andrew Clark, en The Breakfast Club.
- Cody McMains es Mitch Briggs (El chico virgen desesperado)

Es una parodia del personaje interpretado por Anthony Michael Hall, Ted, en Sixteen Candles; el personaje de Kevin Myers interpretado por Thomas Ian Nicholas en American Pie, también está basado en John Bender de la película The Breakfast Club (interpretado por Judd Nelson) y en el personaje de Kieran Culkin en She's All That.
- Samm Levine es Bruce (El desesperado)

Es una parodia del personaje que interpretó Seth Green en Can't Hardly Wait, también en el personaje de Ralph Macchio en The Karate Kid y Long Duk Dong, personaje interpretado por Gedde Watanabe en Sixteen Candles.
- Ron Lester es Reggie Ray (El obeso idiota)

Parodia del personaje de Lester en Varsity Blues, y en la serie Popular.
- Ed Lauter es el entrenador

Está inspirado en el personaje de Jon Voight en Varsity Blues y en el de Robert Patrick en The Faculty.
- Beverly Polcyn es Sadie Agatha Johnson

Es una parodia del personaje Josie Gellar interpretado por Drew Barrymore en Never Been Kissed, y de Cecile Caldwell interpretado por Selma Blair en Cruel Intentions.
- Joanna Garcia es Sandy Sue

Parodia del personaje Sandy Olsson interpretado por la actriz Olivia Newton John en Grease.
- Melissa Joan Hart

La actriz que interpreta a Sabrina, de la popular serie Sabrina, la bruja adolescente, hace un cameo en una escena explicando a un chico cuando es el momento idóneo para aplaudir una escena. En la versión hispanoamericana, al parecer, cambian lo que dice, debido a la gran popularidad de Sabrina en el continente.
- Mr. T

El sabio conserje del instituto.
- Molly Ringwald

Protagonista de Sixteen Candles, La chica de rosa y The Breakfast Club, hace un pequeño cameo al final de la película.

## Banda sonora
La banda sonora ofrece a artistas de la época de los años 1990 y 2000, versionando sobre todo canciones de los años 1980. El CD fue lanzado por Maverick Records.
- "Tainted Love" (Gloria Jones, popularizada por Soft Cell) - Marilyn Manson
- "Never Let Me Down Again" (Depeche Mode) - The Smashing Pumpkins
- "Blue Monday" (New Order) - Orgy
- "The Metro" (Berlin) - System of a Down
- "But Not Tonight" (Depeche Mode) - Scott Weiland
- "Message of Love" (The Pretenders) - Saliva
- "Bizarre Love Triangle" (New Order) - Stabbing Westward
- "99 Red Balloons" - Goldfinger
- "I Melt with You" (Modern English) - Mest
- "If You Leave" (OMD) - Good Charlotte
- "Please Please Please Let Me Get What I Want" (The Smiths) - Muse
- "Somebody's Baby" (Jackson Browne) - Phantom Planet
- "Put your head on my shoulder" - Good charlotte

Las canciones en la película que no están en la banda de sonido incluyen:
- "Turning Japanese" (The Vapors) - Face to Face
- "In Between Days" (The Cure) - Face to Face
- "Oh Yeah" (Yello) - versión  original (durante la escena de preparación de la fiesta)
- "Janie's Got a Gun" (Aerosmith) - Chris Evans (Janie Tiene un Fusil (Latinoamérica) - Los Band Líderes y Luis Alfonso Mendoza / Janie Tiene un Pistol (Castellano) - Los Personas de Rock y Sergio Zamora)
- "The A-Team Theme" (Mike Post and Pete Carpenter)
- "My Hero" (Foo Fighters) - Versión Original
- "Let's Go" (The Cars)
- "Prom Tonight" (Ben Folds, Mike Bender, Adam Jay Epstein and Andrew Jacobson) - Jake, Janey, Mitch, Ox, Bruce, Catherine, Priscilla, Mr. Briggs, Austin, Malik, Areola.
- "I Want Candy" (The Strangeloves) - Good Charlotte
- "Kiss Me" (Sixpence None the Richer) (Mientras Janey baja las escaleras)
- "Don't You (Forget About Me)" (Simple Minds) - Sprung Monkey
- "Yoo Hoo" (Imperial Teen) - ("Yoo-Hoo" durante la entrada en cámara lenta de Jamie Pressly)
- "Rebel Girl" (Bikini Kill)
- "Rock Star" (Everclear)
- "If You Were Here" (Thompson Twins)
- "Can't Fight This Feeling" (REO Speedwagon) (Durante la entrada de Amanda en cámara lenta)
- "Let's Begin (Shoot the Shit)" (Bad Ronald)
- "Let Me Clear My Throat" (DJ Kool)
- "True" (Spandau Ballet)
- "Pacific Coast Party" (Smash Mouth)
- "Line Up" (Elastica) (Cuando Jake llega al colegio en su vehículo).